# Julianne Hough (album)
Julianne Hough è l'album di debutto della cantante country statunitense omonima. Ha venduto circa 67 000 copie nella sua prima settimana di pubblicazione e 350 000 copie complessivamente.

## Tracce
1. "That Song in My Head" (Jim Collin, Tony Martin, Wendell Mobley) – 3:13
2. "You, You, You" (Rick Ferrell, Jennifer Hicks) – 3:45
3. "Hide Your Matches" (Hillary Lindsey, Scooter Carusoe) – 3:40
4. "My Hallelujah Song" (Craig Wiseman, Steve McEwan) – 3:30
5. "Jimmy Ray McGee" (David Frasier, Josh Kear) – 3:31
6. "Dreaming Under the Same Moon" (Tim Johnson, Marabeth Poole, David Malloy) – 3:58
7. "About Life" (Marcel, Trevor Rosen, Jessica Andrews) – 3:17
8. "Hello" (Marty Dodson, Tom Shapiro, Rebecca Lynn Howard) – 3:10
9. "Help Me, Help You" (Danny Green, Catt Gravitt) – 4:01
10. "Love Yourself" (Mark Irwin, Malloy, Kear) – 3:02
11. "I'd Just Be with You" (John Kennedy, Andrea Stople) – 3:31

## Classifiche
| Classifica (2008)                 | Posizione massima |
| --------------------------------- | ----------------- |
| U.S. Billboard 200                | 3                 |
| U.S. Billboard Top Country Albums | 1                 |